# Nathalie Potain
 (octobre 2017).
Si vous disposez d'ouvrages ou d'articles de référence ou si vous connaissez des sites web de qualité traitant du thème abordé ici, merci de compléter l'article en donnant les références utiles à sa vérifiabilité et en les liant à la section « Notes et références ».
Nathalie Potain, née le 23 décembre 1966 à La Clayette (Saône-et-Loire) et morte le 20 novembre 2009 à Maizilly, est une femme de lettres française et professeur de français dans le collège et lycée Notre-Dame de Charlieu.

## Activités connexes
Nathalie Potain rédigea à partir de 1997 des chroniques littéraires pour la revue Brèves[réf. nécessaire] et anima des émissions littéraires à Radio Pluriel[réf. nécessaire], radio locale de Lyon. Elle enseigna le français au collège-lycée Notre-Dame à Charlieu (Loire).